# Zalesie Górne (gromada)
Zalesie Górne – dawna gromada, czyli najmniejsza jednostka podziału terytorialnego Polskiej Rzeczypospolitej Ludowej w latach 1954–1972.
Gromady, z gromadzkimi radami narodowymi (GRN) jako organami władzy najniższego stopnia na wsi, funkcjonowały od reformy reorganizującej administrację wiejską przeprowadzonej jesienią 1954 do momentu ich zniesienia z dniem 1 stycznia 1973, tym samym wypierając organizację gminną w latach 1954–1972.
Gromadę Zalesie Górne z siedzibą GRN w Zalesiu Górnym utworzono – jako jedną z 8759 gromad na obszarze Polski – w powiecie piaseczyńskim w woj. warszawskim, na mocy uchwały nr VI/10/12/54 WRN w Warszawie z dnia 5 października 1954. W skład jednostki wszedł obszar dotychczasowej gromady Zalesie Górne oraz osada Jesówka z dotychczasowej gromady Jesówka ze zniesionej gminy Jazgarzew, a także kolonie Zalesie-Wyżyny, Zalesie-Wrzosy i Willa-Ogończyk z dotychczasowej gromady Ustanów ze zniesionej gminy Wola Wągrodzka, w tymże powiecie. Dla gromady ustalono 12 członków gromadzkiej rady narodowej.
1 stycznia 1961 do gromady Zalesie Górne przyłączono część obszarów wsi Żabieniec o powierzchni 16 ha, stanowiące stawy i część obszaru wsi Chojnów o powierzchni 96 ha, stanowiącą część obszaru leśnego nadleśnictwa Chojnów – z gromady Żabieniec w tymże powiecie.
1 stycznia 1969 do gromady Zalesie Górne włączono część obszaru nadleśnictwa Chojnów o powierzchni 30 ha ze zniesionej gromady Żabieniec w tymże powiecie.
Gromada przetrwała do końca 1972 roku, czyli do kolejnej reformy gminnej.